# Brenes
Brenes is een gemeente in de Spaanse provincie Sevilla in de regio Andalusië met een oppervlakte van 21 km². In 2007 telde Brenes 12.022 inwoners.

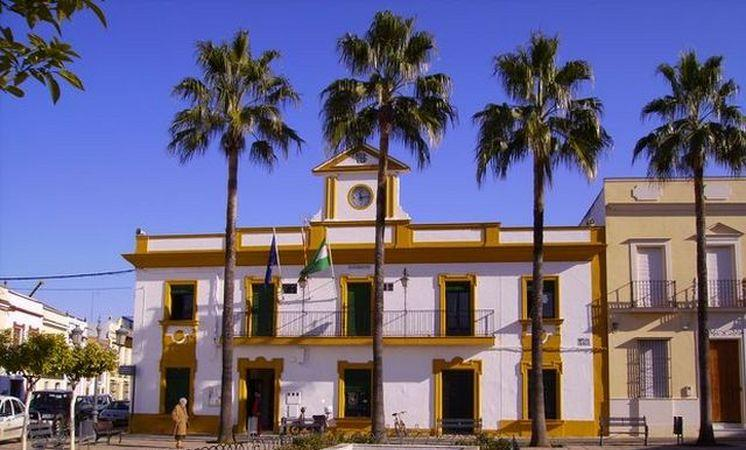
Gemeentehuis
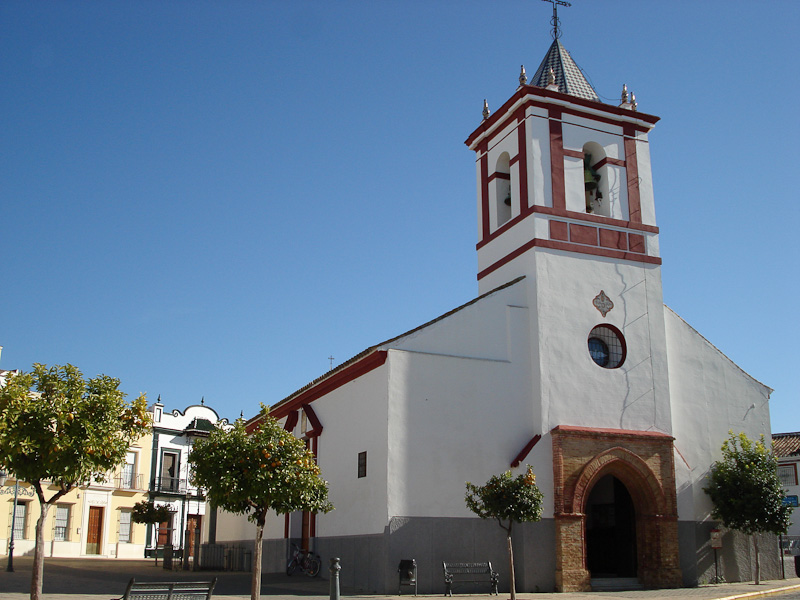
Parochiekerk van Brenes

## Demografische ontwikkeling
Bron: INE; 1857-2011: volkstellingen